# Erythrolamprus juliae
Erythrolamprus juliae — вид змій родини полозових (Colubridae). Мешкає на Карибах.

## Підвиди
Виділяють два підвиди:
- Erythrolamprus juliae juliae (Cope, 1879);
- Erythrolamprus juliae copeae (Parker, 1936).

## Поширення і екологія
Erythrolamprus juliae мешкають на островах Домініка і Гваделупа, історично зустрічалися також на острові Марі-Галан. Вони живуть в тропічних лісах і садах, серед опалого листя і каміння. Живляться ящірками, жабами і комахами. Відкладають яйця.

## Збереження
МСОП класифікує стан збереження цього виду як близький до загрозливого. Erythrolamprus juliae загрожує знищення природного середовища і хижацтво з боку інтродукованих мангустів.